# ماتیاتیس
ماتیاتیس (به لاتین: Mathiatis) یک منطقهٔ مسکونی در قبرس است که در ناحیه نیکوزیا واقع شده‌است.

## خصوصیات
ماتیاتیس  ۶۴۶ نفر جمعیت دارد.